# Edmond Kramer
Edmond Kramer   (Ginebra, 8 de desembre de 1906 - Les Pâquis, abril 1945) fou un futbolista suís, que jugava de centrecampista, que va competir durant les dècades de 1920 i 1930.
El 1924 va prendre part en els Jocs Olímpics de París, on guanyà la medalla de plata en la competició de futbol. Pel que fa a clubs, defensà els colors de nombrosos equips suïssos i francesos. Destaca el pas pel Montpellier SC (1927-1929), amb qui guanyà la Copa francesa de futbol el 1929, Lausanne-Sports (1931-1932), Servette FC (1932) i OGC Nice (1933-1934). Amb la selecció nacional jugà 10 partits entre 1924 i 1932, en què marcà 1 gol.